# Репродуктивна праця

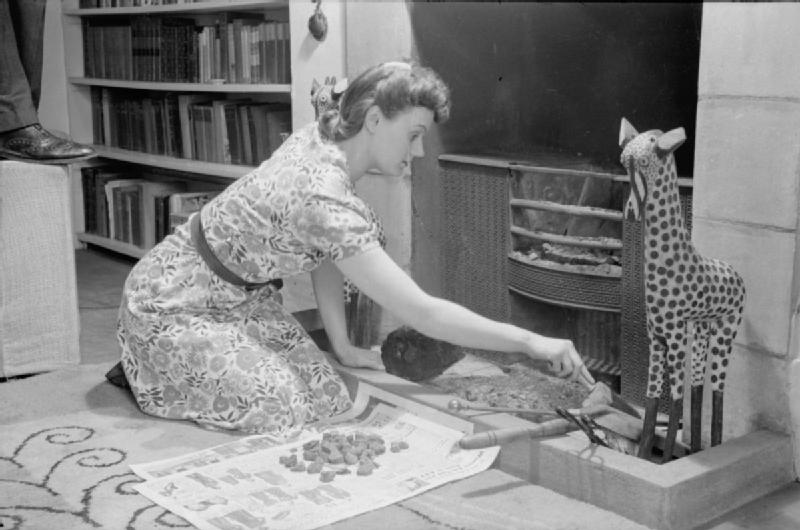
Лондонська домогосподарка, 1941 рік

Репродуктивна праця (робота) (англ. reproductive labour) — неоплачувана робота з догляду та хатньої праці, включно з прибиранням, приготуванням їжі, доглядом за дітьми та неоплачуваною домашньою робочою силою. Термін набув ужитку у феміністичній філософії та дискурсі (зокрема у феміністичній економіці) паралельно з входженням жінок до робочої сили в 1970-х як фокус на сегрегації жінок у домашню сферу, де праця не компенсована та невизнана в капіталістичній системі. За інтерсекційним підходом, жінки були частиною робочої сили ще до виходу на загальний ринок праці. Деякі марксистські антропологи та економісти, такі як Джордж Каффенціс, стверджують, що репродуктивна праця створює вартість подібно до виробничої, збільшуючи вартість робочої сили.

## Термін та концепт
Концепція репродуктивної праці (прибирання, приготування їжі, догляду за дітьми та домашньої робочої сили) була створена та дискутована ще до кодифікації терміна. Сюди входять такі феміністичні твори, як класичний есей Вірджинії Вульф «Своя кімната».
Поділ на продуктивну та непродуктивну працю підкреслили марксистські феміністки, включаючи Маргарет Бенстон та Пеґгі Мортон. Вони визначають, що хоча продуктивна праця призводить до створення товарів чи послуг, які мають грошову цінність у капіталістичній системі і компенсуються у вигляді заробітної плати, репродуктивна праця пов'язана з приватною сферою і включає все, що потрібно людям робити для себе, не з метою отримання плати (тобто прибирання, приготування їжі, народження та виховання дітей). Хоча обидві форми праці необхідні, жінки та чоловіки мають різний доступ до цих форм праці. Як державні, так і приватні установи використовують неоплачувану працю жінок як дешевий метод підтримки робочої сили. Для виробників це означає більший прибуток. Для нуклеарної сім'ї динаміка влади диктує, що хатню роботу має виконувати виключно жінка, звільняючи решту членів сім'ї від необхідної репродуктивної праці. Марксистські феміністки доводять, що виключення жінок з продуктивної праці призводить до чоловічого контролю як у приватному, так і у публічному.

## Заробітна плата за хатню роботу
Зосереджуючись на виключенні з виробничої праці як на найважливішому джерелі утиску жінок, деякі марксистські феміністки присвятили себе боротьбі за включення хатньої праці до складу капіталістичної економіки. Ідея створення компенсованої репродуктивної праці була присутня у працях соціалісток, таких як Шарлотта Перкінс Гілман (1898), яка стверджувала, що утиск жінок випливає з примусу до приватної сфери. Гілман запропонувала покращити умови для жінок, коли їхня робота буде визнана та оцінена у суспільній сфері.
Мабуть, найвпливовішим із зусиль щодо компенсації репродуктивної праці стала міжнародна кампанія «Заробітна плата за хатню роботу» ― організація, створена в Італії в 1972 році членкинями Міжнародного феміністичного колективу. Багато з цих активісток, включаючи Сельму Джеймс, Маріарозу Далла Косту, Бріжит Гальтьє та Сильвію Федерічі, опублікували ряд джерел для адвокації в академічній та громадській сферах. Зусилля невеликої групи італійок врешті успішно мобілізували жінок на міжнародному рівні. У Брукліні, Нью-Йорк, за участю Федерічі була заснована група «Заробітна плата за хатню роботу». Як визнає Гайді Гартманн (1981), зусилля цих рухів породили важливий дискурс щодо вартості хатньої роботи та її стосунку до економіки.
Як можливе рішення проблеми було запропоновано універсальний базовий дохід (гарантований мінімум).